# Nữ vương Takeda Ayako
Nữ vương Ayako Takeda (禮子女王 (Lễ tử Nữ vương) Ayako Joō, 4 tháng 7 năm 1913 –  3 tháng 11 năm 2003)  là cháu gái của Thiên hoàng Minh Trị và thị nữ Sono Sachiko. Bà là con gái của Vương phi Takeda Masako  với chồng là Vương tước Tsunehisa Takeda,và cũng là em gái của Vương tước Tsuneyoshi Takeda. Bà cũng là cháu gái của Thiên hoàng Taishou và Hoàng hậu Teimei.
Bà kết hôn với Bá tước Sano Tsunemitsu và có bốn đứa con.
Nữ vương Ayako qua đời vào ngày 3 tháng 9 năm 2003. Ngôi mộ của bà nằm trong Nghĩa trang Aoyama,và bia mộ của bà khắc tên Kitô giáo của bà, Maria.